# ذيل قابض

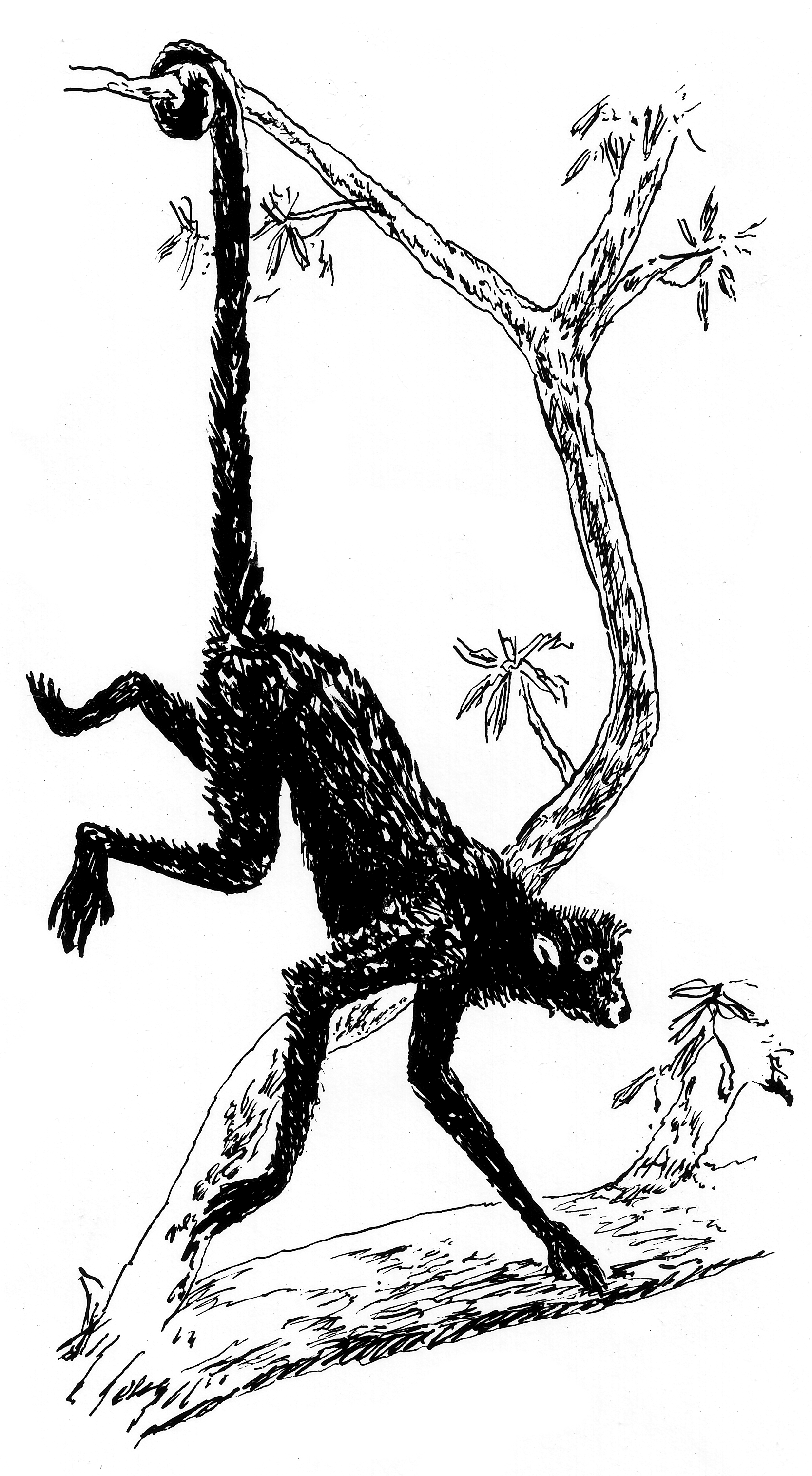
ذيل قابض

الذيول القابضة هي ذيل حيوان قد تكيف ليستطيع من خلالة التثبت بالأشياء. الذيول القابضة تستخدم علي وجه الخصوص لمساعدة الكائنات الشجرية في البحث عن الطعام على الأشجار.